# Григорьев, Виктор Антонович (Герой Советского Союза)
Виктор Антонович Григо́рьев (1921—1985) — подполковник Советской Армии, участник Великой Отечественной войны, Герой Советского Союза (1942).

## Биография
Виктор Григорьев родился 18 августа 1921 года в Омске в рабочей семье. Окончил среднюю школу. В 1939 году Григорьев был призван на службу в Рабоче-крестьянскую Красную Армию. С октября 1941 года — на фронтах Великой Отечественной войны. Участвовал в битве за Москву, в звании младшего сержанта был механиком-водителем танка 32-й танковой бригады 50-й армии Западного фронта.
3-4 декабря 1941 года Григорьев участвовал в бою у деревни Крюково Тульской области. Несмотря на то, что у него были обморожены руки и лицо, он не покинул поля боя и продолжил сражаться. К бою у деревни Барыбинка, когда башня танка была повреждена артиллерийским снарядом, Григорьев протаранил вражеский средний танк своей машиной, а затем уничтожил два противотанковых артиллерийских орудий и несколько автомашин. Когда танк Григорьева вновь был повреждён, он вывел его в расположение своей части.
Указом Президиума Верховного Совета СССР «О присвоении звания Героя Советского Союза начальствующему и рядовому составу Красной Армии» от 12 апреля 1942 года за «образцовое выполнение боевых заданий командования и проявленные при этом отвагу и геройство» удостоен высокого звания Героя Советского Союза с вручением ордена Ленина и медали «Золотая Звезда» за номером 580.
Был снят в документальном фильме "День войны", Центральная студия кинохроники, 1942 г.
После окончания войны Григорьев продолжил службу в Советской Армии. В 1951 году он окончил Военную академию бронетанковых и механизированных войск. В 1957 году в звании подполковника Григорьев был уволен в запас. Проживал и работал во Владимире.

Могила на Улыбышевском кладбище

Умер 23 августа 1985 года, похоронен на Улыбышевском кладбище Владимира.
Был также награждён орденами Отечественной войны 1-й и 2-й степеней, орденом Красной Звезды, а также рядом медалей.

## Галерея

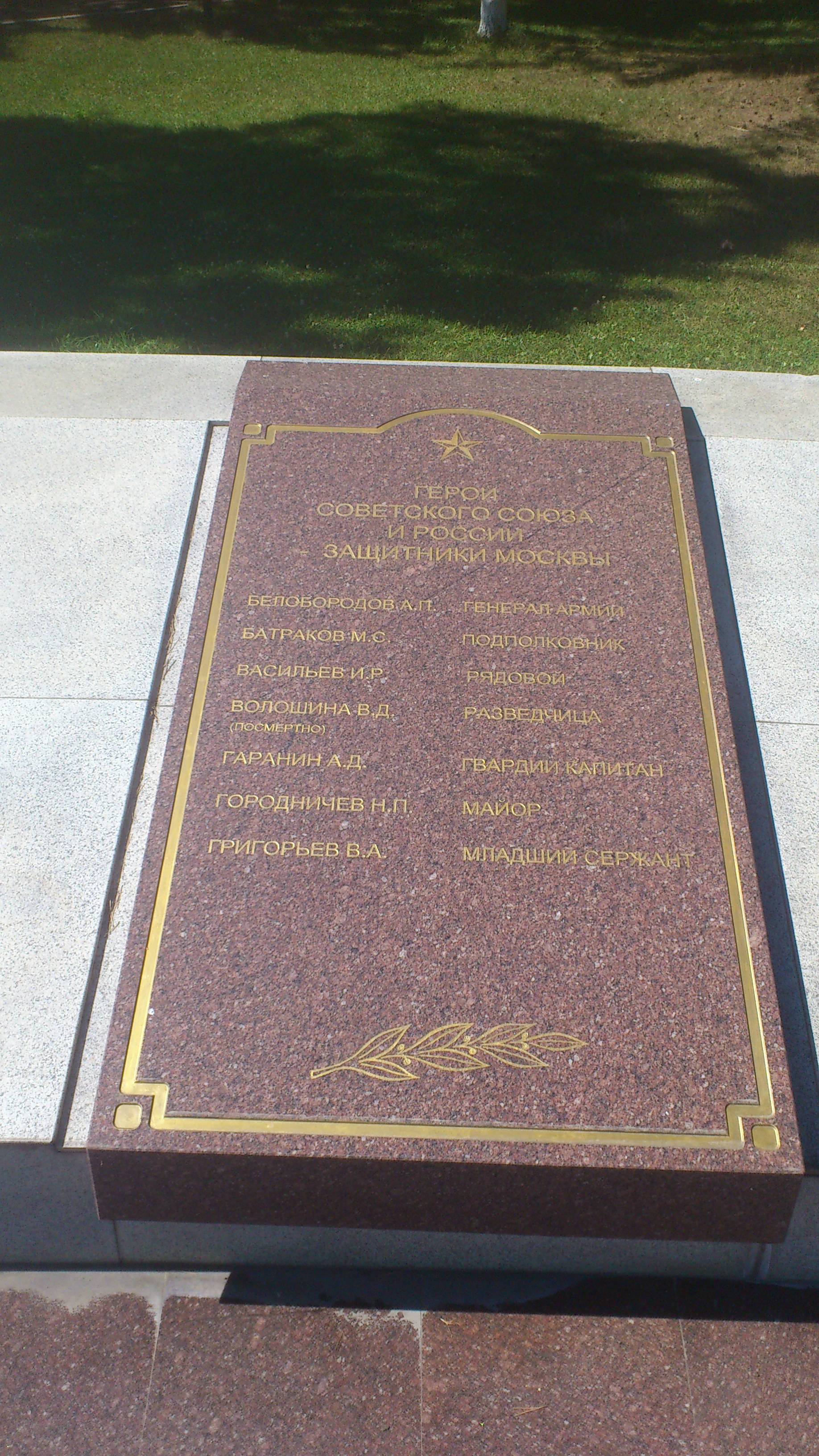
Имя В. А. Григорьева высечено на плите мемориального комплекса «Воинам-сибирякам».
Мемориальный комплекс «Воинам-сибирякам», Ленино-Снегирёвский военно-исторический музей.
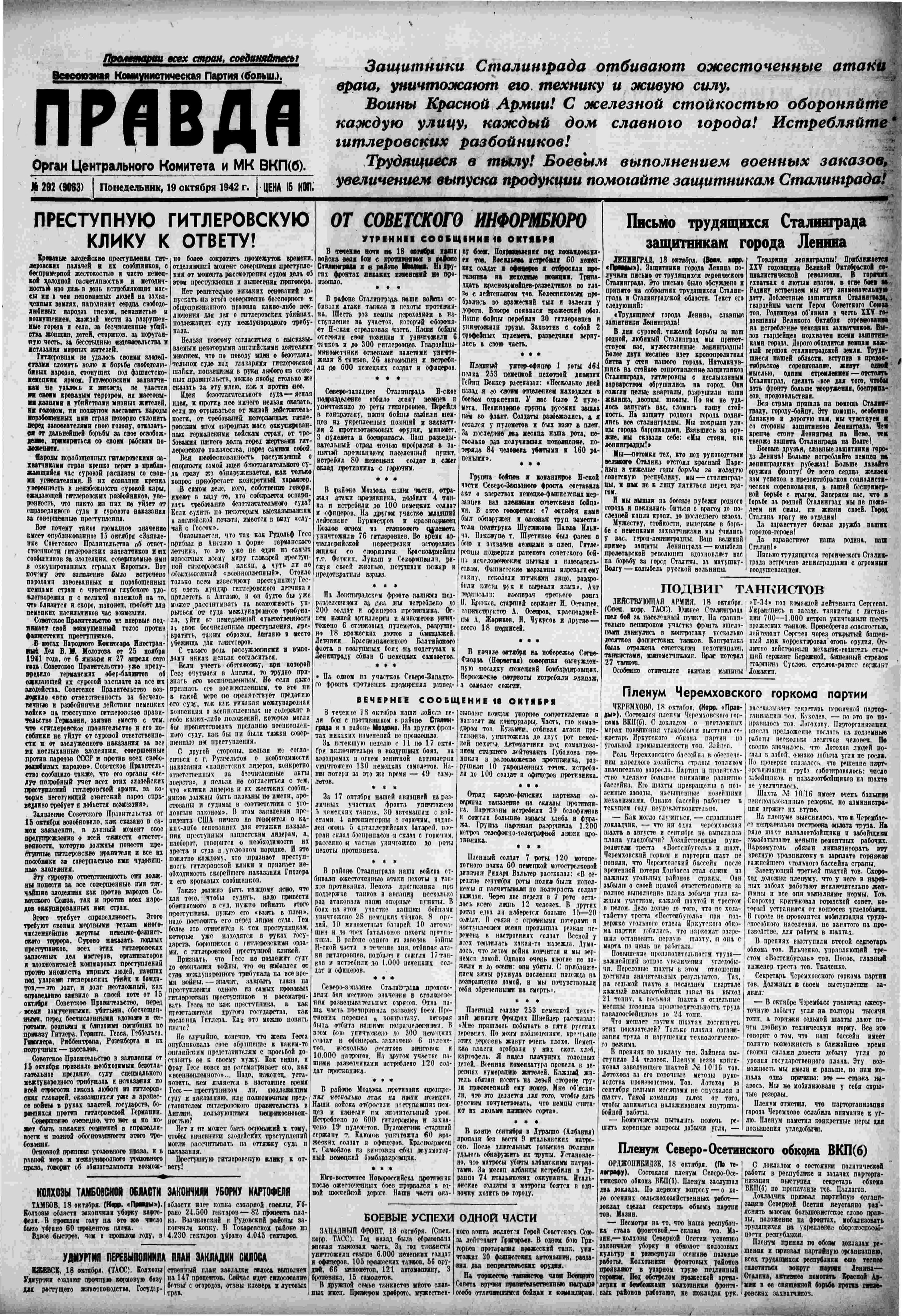
Заметка «Боевые успехи одной части» в газете «Правда» за 19 октября 1942 года.